# Бурышкин, Владимир Павлович
Бурышкин (Бурышкин-Вильямс) Владимир Павлович (17 августа 1913, Москва, Российская империя — 19 августа 1968, Париж, Франция) — полковник французской армии российского происхождения, сотрудник отдела МИ-9, участник Французского Сопротивления, известен под псевдонимом Val Williams. Основатель Российского баскетбольного клуба в Париже.

## Биография
Отец — Павел Афанасьевич Бурышкин (1887 года рождения), директор «Товарищества мануфактурных товаров А. В. Бурышкина», министр финансов временного правительств Колчака в Сибири в 1919 году, мать — Анна Николаевна, урождённая Органова, дочь действительного статского советника.
После революции 1917 года семья эмигрировала во Францию с маленьким Владимиром в 1920 году. Он учился в Русской школе в Булони, окончив её в 1933 году, затем преподавал в школе и учился на инженера-механика. Когда началась Вторая мировая война, Владимир Бурышкин находился в США, куда он отправился как тренер по баскетболу в тур под финансированием Карнеги. Он сразу же возвращается во Францию.
В 1940 году становится добровольцем Американского Красного Креста. Был участником полка иностранных добровольцев Regiment de Volontaires Etrangers и сотрудником военной разведки МИ-9. После оккупации немцами Парижа, в 1942 году возглавляет миссию «Oaktree» (в переводе с англ. — «Дуб»), созданную для спасения и эвакуации лётчиков из числа союзников, которые были сбиты над Парижем. Выдавая себя за тренера по баскетболу, организовывал отправку морем британских и американских лётчиков через Гибралтар.
Вместе с радистом Раймондом Лаброссом десантировался в Рамбуйе, неподалёку от столицы Франции 20 марта 1943 года. Принимал участие в спасении лётчика, пилота Spitfire BS548, Клода Рауль-Дюваля, офицера ордена Почётного Легиона. Был арестован гестапо 4 июня 1943 года, его пытали, но Бурышкину удалось бежать во время воздушного налёта. После его ареста радист Лабросс бежит в Великобританию через Испанию, миссия терпит неудачу. Фактически, Бурышкина арестовали ещё до того, как линия по эвакуации лётчиков начала полноценно функционировать. Тем не менее, благодаря его усилиям, около ста лётчиков летом 1943 года смогли добраться из Франции в Испанию. Основной причиной провала миссии стало нарушение Бурышкиным (Вэлом Вильямсом) мер безопасности — не имея радиосвязи, он использовал не рекомендуемые каналы связи, что и позволило в итоге его вычислить.
В январе 1944 в рамках эвакуационной освободительной операции Бурышкин, бежавший из тюрьмы Ренно вместе с другим русским, Богомоловым, был переправлен через границу.
Супруга — Моника.
Скончался в 1968 году, похоронен на кладбище Сент-Женевьев-де-Буа в Париже.

## Награды[11][12]
- Медаль Свободы с Золотой пальмовой ветвью (США)
- Военный крест 1939—1945 с пальмовой ветвью.
- Кавалер ордена Почётного Легиона.
- Медаль Сопротивления.
- Медаль за побег из плена.
- Медаль Георга (Великобритания) за безупречную службу.
- В 2018 году на Генеральной ассамблее Французской федерации баскетбола был принят в Академию французского баскетбола (фр. Académie du basket-ball français), что является аналогом внесения в американский Зал славы баскетбола.[13].